# Мирное время (фильм, 1964)
«Мирное время» — советский фильм 1964 года, снятый на киностудии «Таджикфильм» режиссёром Борисом Кимягаровым по мотивам одноимённого романа Владимира Хабура.

## Сюжет
О комсомольцах 20-30-х годов, их беспокойной молодости и героической борьбе с басмачеством.
Русские ребята — Виктор, Маша, Жорка — по путевкам комсомола приехали в далекий Душанбе. Таджикистан стал для них второй родиной, а в замечательных ребятах-таджиках Гуляме, Алиме, Азизе они встретили единомышленников.

## В ролях
- Валерий Малышев — Лёнька Моргунов
- Виктор Филиппов — Бахметьев
- Тамара Совчи — Маша
- Хабибулло Абдуразаков — Кешмукомед
- Ульмас Алиходжаев — Гулям
- Сергей Никоненко — Виктор
- Марат Арипов — Камиль
- Павел Шпрингфельд — Глуховский
- Миассара Аминова — Азиза
- Ада Шереметьева — Галия
- Гурминдж Завкибеков — Саидов
- Анвар Тураев — Алим
- Нозукмо Шомансурова — эпизод
- Убайдулло Раджабов — эпизод

## Фестивали и награды
4-й зональный кинофестиваль республик Средней Азии и Казахстана в Алма-Ате — специальный диплом «За романтическое воплощение образов комсомольцев 20-х годов».